# Округ Рандал (Тексас)
Округ Рандал (енгл. Randall County) је округ у америчкој савезној држави Тексас. По попису из 2010. године број становника је 120.725.

## Демографија
Према попису становништва из 2010. у округу је живело 120.725 становника, што је 16.413 (15,7%) становника више него 2000. године.
| Група             | 2000.          | 2010.          |
| Белци             | 89.426 (85,7%) | 94.361 (78,2%) |
| Афроамериканци    | 1.564 (1,5%)   | 2.867 (2,4%)   |
| Азијати           | 1.073 (1,0%)   | 1.684 (1,4%)   |
| Хиспаноамериканци | 10.718 (10,3%) | 19.775 (16,4%) |
| Укупно            | 104.312        | 120.725        |